# Hermann Künzel
Hermann Künzel (* im 19. Jahrhundert; † im 20. Jahrhundert) war ein deutscher Bürgermeister und Politiker.

## Leben
Künzel war Bürgermeister in Saalburg. Bis zum 2. Dezember 1914 wird er dort auch als Hausbesitzer geführt, danach wird er nicht mehr erwähnt
Vom 29. Januar 1911 bis zum 27. November 1913 war er Mitglied im Landtag Reuß jüngerer Linie.